# Colección Numismática de la Universidad Nacional Autónoma de México
La Colección Numismática de la Universidad Nacional Autónoma de México es la producción numismática acuñada por esa universidad y comprende la elaboración de monedas y medallas conmemorativas, honoríficas así como las otorgadas en diversos reconocimientos de esa institución.

## Historia
Los antecedentes históricos de esta colección se remontan a 1778, año en que Jerónimo Antonio Gil llegó a la Nueva España procedente de la Academia de San Fernando en Madrid, con el nombramiento de Grabador Mayor de la Casa de Moneda y equipado con una dotación de modelos numismáticos clásicos en improntas de azufre. Sin embargo, se conocen algunas medallas acuñadas en la Casa de Moneda de México, que funcionaba desde 1536, por encargo de la Universidad. La más antigua de que se tiene noticia fue acuñada con motivo del matrimonio del príncipe Felipe con la reina María Tudor, labrada por Jacome da Trezzo en 1555.
La comisión de Jerónimo Antonio Gil incluía la organización de una escuela de grabadores. Gil inicio sus actividades docentes con gran entusiasmo y con amplios horarios de estudio. Enseñaba los rudimentos del dibujo, las técnicas del grabado en hueco y en lámina, y el "tirado de tórculos". Se debe a Jerónimo Antonio Gil y a José Fernando Mangino, la iniciativa del proyecto escolar que habría de culminar con la fundación de una Academia. En 1781, varios personajes destacados, así como instituciones de la capital y de provincia, contribuyeron con donaciones para la creación de la nueva Escuela Provisional de Dibujo. Jerónimo Antonio Gil comenzó la actividad docente apoyado por profesores criollos, y más tarde por maestros que venían de la Academia de San Fernando de Madrid.
En ese mismo año se abrió la escuela en la Casa de Moneda de la Ciudad de México, en la cual Jerónimo Antonio Gil era tallador mayor. Esa fue antecedente de lo que llegaría a ser la Real Academia de San Carlos de la Nueva España.
En 1785 se inaugura la Real Academia de las Tres Nobles Artes de San Carlos de la Nueva España y, de inmediato, se establece una estrecha relación con la Casa de Moneda gracias a la presencia de Gil, quien favorecía la formación, escolar compartida y complementaria.
Con la muerte de Gil en 1798, decae la producción numismática en la Academia que, unos años más tarde, se ve obligada por la Guerra de Independencia a cerrar sus puertas de 1812 a 1824. Suceden a Gil otros grabadores como Tomás Suria, apoyado por Ignacio Bacerot y Francisco Gordillo.
Al mediar el siglo XIX, el presidente Antonio López de Santa Anna impulsa nuevamente la labor de la Academia con un equipo de profesores, entre los que destaca el maestro inglés Juan Santiago Baggally, grabador de la Casa de Moneda de Londres, quien a su llegada trajo consigo una notable colección de piezas de factura inglesa. A partir de la adquisición de ejemplares de medallas inglesas por Francisco Facio, representante de México en Londres, se incrementa la colección numismática de la Academia.
A principios del siglo XX, los avances tecnológicos del torno en reducción, que permite una mayor exactitud en el grabado, afectaron los procedimientos caducos empleados en la Academia y, ante el desinterés del alumnado, la Secretaría de Justicia clausuró los cursos de grabado en 1903. Poco tiempo después se continuaron impartiendo cursos de grabado en hueco y, de manera esporádica, se diseñaron algunas medallas con fines académicos y conmemorativos.
En 1929, la antigua Academia de San Carlos se incorpora a la Universidad Nacional Autónoma de México (UNAM) y se divide en Escuela Nacional de Arquitectura y en Escuela Central de Artes Plásticas.
En 1933, ya constituida como la Escuela Nacional de Artes Plásticas, ésta regresa a la tradición numismática acuñando piezas que contrastan con la detallada labor de los artífices del pasado. La Universidad moderna retomó, entre muchas otras herencias, la tradición centenaria de la numismática, dando lugar a la constitución de un acervo contemporáneo de gran importancia.

## Colección numismática de la UNAM
Las casi mil cuatrocientas medallas y monedas que integran la colección universitaria, dan testimonio de su historia. La UNAM es una de las instituciones de México que tiene un programa permanente de acuñación de medallas conmemorativas. Por un lado, hay un grupo de piezas que se utiliza para reconocimiento a las diferentes autoridades, profesores y alumnos universitarios. Por otro lado, se han acuñado medallas, algunas a disposición del público, que celebran acontecimientos memorables.
En los trabajos de las últimas décadas han participado artistas tan importantes como Mathias Goeritz, Helen Escobedo, Arnaldo Cohen, Manuel Felguérez, Vicente Rojo, Francisco Toledo y Federico Silva, entre otros, que con la calidad de sus trabajos continúan la tradición artística iniciada por Jerónimo Antonio Gil.

### Medallas históricas
En 1788 Jerónimo Antonio Gil elaboró una pieza para conmemorar la fundación de la Academia de San Carlos de México, la cual tiene en el anverso el busto de Carlos III junto con la leyenda CAROLUS III HISPANIARUM ET INDIARUM REX MEXICANA ACADEMIA FUDATORIA SUO, y en el reverso su sepulcro y la inscripción QUI INGENUAS REVOCAVIT ARTES. Esta medalla fue reacuñada con motivo del bicentenario de la fundación de las escuelas de Arquitectura y Artes Plásticas (1781-1981).
De inicios del siglo XIX existen las piezas que en 1808 y 1809 se hicieron en la Academia de San Carlos con la imagen de Fernando VII. Entre otras piezas notables de la Academia de San Carlos hacia finales del siglo XIX está también la medalla Gil y Mangino, hecha en 1881 para celebrar el centenario de la Escuela de Bellas Artes, la cual es una más de las innumerables medallas que se han acuñado.  

### Medallas de reconocimiento
- Medalla al Mérito Universitario Justo Sierra: Se concede por una sola vez a una misma persona en reconocimiento a su labor académica o de investigación y fue diseñada por Lorenzo Rafael.
- Medalla al Mérito Universitario Gabino Barreda: Elaborada por Lorenzo Rafael, se otorga a los alumnos sobresalientes de licenciatura, maestría y doctorado. Tiene en el anverso el busto de Gabino Barreda.
- Medalla al Mérito Universitario: Destinada a profesores que se han distinguido en el ejercicio de su labor docente, el artista Federico Silva representó en ella un tintero con figuras geométricas.
- Medalla al Servicio Social "Gustavo Baz Prada: Diseñada por Lorenzo Rafael, se otorga en cada Facultad de la Universidad al estudiante que mejor desempeñe su servicio social.
- Medallas de reconocimiento a ameritados académicos que forman parte de las comisiones dictaminadoras: La superposición de una media circunferencia, un rectángulo y un triángulo fusionados es obra de Manuel Felguérez.
- Medalla de reconocimiento a distinguidos universitarios que forman parte de la Junta de Gobierno: Composición abstracta de Francisco Toledo que representa a búho, símbolo de la sabiduría.
- Medalla de reconocimiento a universitarios que han participado en el Consejo Universitario: Elaborada por Gunther Gerzso, contiene grandes volúmenes superpuestos que se intersectan.
- Medalla de reconocimiento a los miembros de la comunidad universitaria que participan en los consejos técnicos: Tiene en el anverso una figura geométrica cúbica elaborada por Arnaldo Cohen.
- Medalla de reconocimiento a los miembros de los consejos internos: Luis López Loza representó en ella una figura geométrica de márgenes irregulares.
- Medalla de reconocimiento a los miembros del Patronato Universitario: Composicón geométrica abstracta de Vicente Rojo.

- Medalla de reconocimiento a los 25 años de servicios administrativos: Representa en el anverso a la Torre de Rectoría en Ciudad Universitaria, y en el reverso el escudo oficial de la UNAM.

### Medallas conmemorativas
- La medalla conmemorativa de la restauración del Palacio de Minería (1977): Fue elaborada por Jorge Chuey, quien plasmó en el anverso la fachada principal del Palacio y en el reverso la planta del edificio.
- La medalla conmemorativa de los 400 años de la fundación de la Real y Pontificia Universidad de México (1951 y reacuñación en 1980): Plasma los escudos universitarios actual y el del siglo XVI, además de las leyendas NOVUS MIHI NASCITUR ORDO (comienza para mí un nuevo orden) y NOVI LUX ORBIS QUATER SAECULARIS ANIMA PATRIAE (luz del nuevo orden, alma de la patria cuatro veces secular).
- La medalla conmemorativa de la restauración del Palacio de la Escuela de Medicina ,antiguo Palacio de la Inquisición.: Fue elaborada en 1980 por el maestro grabador Lorenzo Rafael con la fachada principal del edificio.
- La medalla octagonal conmemorativa de los 50 años de la autonomía universitaria (1929-1979): Fue creada por Helen Escobedo con un alto relieve tridimensional de las siglas UA (Universidad Autónoma).
- La medalla conmemorativa de los 450 años de la primera imprenta en México y en América 1539-1989: Es de forma rectangular, representa la prensa de Juan Pablos y fue grabada por Lorenzo Rafael.
- La medalla conmemorativa del sexagésimo aniversario de la autonomía universitaria: Tiene en el anverso el edificio de 1929 de la Rectoría de la Universidad en las calles de Guatemala y Lic. Primo de Verdad, grabada también por el maestro Lorenzo Rafael.
- La medalla conmemorativa del eclipse total de sol del 11 de julio de 1991.: Fue elaborada por Lorenzo Rafael representando la fase de totalidad de un eclipse de sol con la corona solar estilizada, así como el escudo de la UNAM y un mapa estilizado de la República Mexicana con la trayectoria de la franja de totalidad.
- La medalla conmemorativa por los 50 años del exilio español en la Universidad Nacional Autónoma de México (1939-1989): Fue grabada por Lorenzo Rafael con la leyenda NOSTRIS MAGISTRIS HISPANIS EX EXSILIO PROVENIENTIBUS.
- La medalla conmemorativa del 75 aniversario del carácter nacional de la Universidad: Es de forma heptagonal y reproduce en el anverso la escultura de su propio creador, Sebastián.
- La medalla conmemorativa de 25 años de Docencia: Grabada por Lorenzo Rafael, tiene en el anverso la cátedra, mueble surgido en la Edad Media y cuyo modelo se encuentra en el salón "El Generalito" del Antiguo Colegio de San Ildefonso.
- La medalla conmemorativa del 80 aniversario del carácter nacional de la Universidad (1910-1990): Diseñada por Zoraida Gutiérrez, reproduce en el anverso el escudo utilizado por la Institución en 1910 y en el reverso el escudo actual, que se utiliza desde 1929.
- La medalla del 50 aniversario de la UNAM en San Antonio, Texas (1944-1994): Diseñada por Claudio López, representa imágenes entrelazadas de la Plaza del Hemisferio y el edificio de la UNAM en dicha localidad.
- La medalla conmemorativa de los 50 años de la Ley Orgánica de la UNAM (1945-1995): Plasma una reproducción de la escultura de Rufino Tamayo "La Universidad germen de humanismo y sabiduría", ubicada en el espacio escultórico de Ciudad Universitaria.

### Sala permanente de numismática - Memorias Acuñadas
La Facultad de Artes y Diseño, a través de su Coordinación de Investigación, Difusión y Catalogación de Colecciones, presenta su Sala permanente de numismática, abierta a todo el público a partir del 9 de noviembre en las Antiguas Galerías de la Academia de San Carlos.
La muestra retoma la disposición museográfica de la Galería de Grabado en hueco tal y como se podía apreciar en la Escuela Nacional de Bellas Artes a finales del siglo XIX y documenta los orígenes e importancia del acervo como testimonio de las vicisitudes de la historia mexicana. La sala permanente cuenta con más de 200 piezas que dan noticia sobre los procesos para acuñar medallas y monedas, por lo que, además de este tipo de objetos, se incluyen troqueles, matrices, ceras y escayolas. A pesar del diminuto tamaño de algunas de sus obras, sus imágenes y motivos nos muestran vívidamente los imaginarios de los siglos XVIII, XIX y XX en torno a la patria, la Antigüedad, la religión, el Estado y el progreso. Las “Memorias acuñadas” en los salones de la Academia también nos hablan de la educación artística de raigambre neoclásica y la idea de belleza que profesaban sus profesores.